# Aziz El Khayati
Aziz El Khayati (arab. عزيز الخياطي, ur. 3 marca 1962) – marokański trener piłkarski, od 2023 roku dyrektor techniczny w AS Salé.

## Kariera trenerska

### Początki
Jego pierwszą pracą była posada menadżera w JS Massira, którą zaczął 12 grudnia 2010. Poprowadził ten zespół w dwóch meczach. 1 lipca 2011 roku objął Kawkab Marrakesz, skończył tam pracować 15 kwietnia rok później.

### Renaissance Berkane
1 lipca 2012 roku został menadżerem Renaissance Berkane. W roli menadżera zadebiutował tam 16 września 2012 roku w meczu przeciwko Hassanii Agadir (porażka 3:2). Łącznie poprowadził klub z Barkan w 4 meczach najwyższej ligi.

### AS Salé
1 lipca 2013 roku podpisał kontrakt z AS Salé. Po raz pierwszy zasiadł na ławce trenerskiej 24 sierpnia 2013 roku w meczu przeciwko Hassanii Agadir (2:2). Łącznie poprowadził ten zespół w 12 spotkaniach GNF 1.

### Dalsza kariera
5 listopada 2015 roku został asystentem trenera w Raja Casablanca. Asystował Rachidowi Taoussiemu przy 25 spotkaniach. Zakończył pracować z końcem sezonu 2015/2016. 26 stycznia 2022 roku został dyrektorem technicznym Ittihadu Tanger, zakończył tę pracę jeszcze w tym samym sezonie. 18 października 2023 roku powrócił do AS Salé, ale również w roli dyrektora technicznego.